# Ctenoneura annulicornis
Ctenoneura annulicornis är en kackerlacksart som beskrevs av Karlis Princis 1954. Ctenoneura annulicornis ingår i släktet Ctenoneura och familjen Polyphagidae. Inga underarter finns listade i Catalogue of Life.